# КБА3
КБА-3 або КБА3 — гладкоствольна танкова гармата калібру 125 мм, українська адаптація радянської танкової гармати 2А46. Розроблена київським конструкторським бюро «Артилерійське озброєння». Виробник Старокраматорський машинобудівний завод.
Гармата призначена для встановлення на основні бойові танки Т-80УД, Т-84, і БМ «Оплот». Використовується також при модернізації інших танків, зокрема Т-64. 

## Історія
1996 року було виготовлено дослідний зразок гармати на київському заводі «Більшовик», але він не мав достатніх виробничих потужностей для серійного виробництва. Зрештою було обрано таку схему виробництва:
- Збирання: Завод імені Малишева (Харків)
- Стволи: СМНПО імені Фрунзе (Суми)
- Сталь: Дніпроспецсталь (Запоріжжя)
- Конструкторське супроводження: ХКБМ (Харків)

На початок пакистанського контракту з постачання 320 танків Т-80УД (1997—1999) українські заводи опанували виробництво гармат КБА-3.

## Боєприпаси
Гармата КБА-3 використовує боєприпаси роздільного заряджання наступних типів:
- з керованою ракетою (УР);
- з бронебійним підкаліберним снарядом (БПС);
- з кумулятивним снарядом (КС);
- з осколково-фугасним снарядом (ОФС);
- з осколково-шрапнельним снарядом (ОШС).

## Технічні характеристики гармати
| Марка                                                             | КБА-3                                    |
| Калібр                                                            | 125 мм                                   |
| Тип                                                               | Гладкоствольна                           |
| Тип затвора                                                       | горизонтально-клиновий напівавтоматичний |
| Повна довжина гармати                                             | 6678 мм                                  |
| Довжина ствола                                                    | 6000 мм (L48)                            |
| Нормальна довжина відкату                                         | 260-300 мм                               |
| Гранична довжина відкату (СТОП)                                   | 310 мм                                   |
| Початковий тиск в накатнику                                       | 59-62 кгс / см²                          |
| Кількість гальм відкатних частин                                  | 2                                        |
| Розташування гальм відкатних частин                               | симетричне відносно осі каналу ствола    |
| Кількість накатників                                              | 1                                        |
| Сила опору відкату                                                | 98000 кгс                                |
| Маса гармати                                                      | 2500 кг                                  |
| Маса відкатних частин                                             | 1356 кг                                  |
| Початкова (дулова) швидкість (при стрільбі БПС ЗВБМ17 «Манго»)    | 1700 м / с                               |
| Максимально допустимий розрахунковий тиск газів в зарядній камері | 6500 кгс / см²                           |
| Тиск газів в заряднику (при стрільбі БПС ЗВБМ17 «Манго»)          | 5660 кгс / см² (при t = 15 ° С)          |
| Розсіювання по горизонталі (БПС і КС на дальності 2000 м)         | 0,2 т. д.                                |
| Розсіювання по вертикалі (БПС і КС на дальності 2000 м)           | 0,2 т. д.                                |